# راي هاميلتون
راي هاميلتون (بالإنجليزية: Ray Hamilton) هو لاعب كرة قدم أمريكية أمريكي، ولد في 20 يناير 1951 في أوماها في الولايات المتحدة.

## وصلات خارجية
- راي هاميلتون على موقع مرجع كرة القدم المحترفة.كوم (الإنجليزية)